# Scotopteryx angustifasciata
Scotopteryx angustifasciata är en fjärilsart som beskrevs av Bytinsky-salz 1937. Scotopteryx angustifasciata ingår i släktet backmätare, och familjen mätare. Inga underarter finns listade.